# Меншиков Олександр Євгенович
Олександр Євгенович Меншиков (1 жовтня 1964, Туркменістан) — радянський, туркменський, український та російський футболіст, півзахисник та нападник.

## Ігрова кар'єра
Дебютував у професійному футболі в клубі «СКА Київ». Виступав у першостях СРСР, України та Росії.
Входить у десятку найкращих бомбардирів херсонського «Кристалу» (6-7 місця спільно з Леонідом Гайдаржи).
Статистика
| Сезон   | Клуб                 | Матчі | Голи |
| ------- | -------------------- | ----- | ---- |
| ?       | СКА Київ             | ?     | ?    |
| 1982    | Колхозчі (Ашгабат)   | ?     | 8    |
| 1983    | Колхозчі (Ашгабат)   | 29    | 12   |
| 1984    | Колхозчі (Ашгабат)   | ?     | ?    |
| 1984    | Зірка (Джизак)       | 25    | 2    |
| 1985    | Зірка (Джизак)       | 4     | 0    |
| 1986    | Кристал (Херсон)     | 38    | 6    |
| 1987    | Кристал (Херсон)     | 47    | 12   |
| 1988    | Кристал (Херсон)     | 48    | 10   |
| 1989    | Металіст (Харків)    | 13    | 1    |
| 1989    | Торпедо (Запоріжжя)  | 6     | 0    |
| 1990    | Торпедо (Запоріжжя)  | 8     | 4    |
| 1990    | Кристал (Херсон)     | 7     | 1    |
| 1991    | / Кристал (Херсон)   | 28    | 8    |
| 1992    | Кристал (Херсон)     | 7     | 0    |
| 1992/93 | Меліоратор (Каховка) | 14    | 4    |
| 1993/94 | Меліоратор (Каховка) | 3     | 0    |
| 1994    | Салют (Бєлгород)     | 23    | 4    |
| 1995    | Салют (Бєлгород)     | 37    | 5    |
| 1994/95 | Темп (Шепетівка)     | 2     | 0    |